# Nellie Blyová
Nellie Blyová, vlastním jménem Elizabeth Jane Cochranová (5. května 1864 Armstrong County – 27. ledna 1922 New York) byla americká novinářka, spisovatelka, podnikatelka a charitativní pracovnice.

## Životopis

### Mládí
Elizabeth Jane Cochranová se narodila v malé vesnici v Pensylvánii. Její otec začínal jako dělník, časem koupil mlýn a ve vsi se stal soudcem. Zemřel v roce 1870. Elizabeth musela pomáhat matce, která vedla penzion a starala se o tři bratry. V mládí jí říkali „Pink“, protože ráda nosila růžovou barvu. V roce 1879 začala studovat, ale vzhledem k nedostatku financí musela studium ukončit.  V roce 1880 se rodina s matkou přestěhovala do obce Allegheny City, která byla později připojena k Pittsburghu.

### Počátky profesní dráhy
Zaměstnání hledala obtížně. Pracovala jako chůva, hospodyně nebo vychovatelka. V 1885 si náhodou přečetla v novinách Pittsburgh Dispatch článek „K čemu jsou dívky dobré“. Poslání ženy byla role matky a manželky, vytvářející domov pro rodinu. Jiná práce byla pro ženu této doby podle článku „nemorální“. Napsala do novin rozhořčený dopis jako stížnost na obsah článku. Redaktora George Maddena kvalitní dopis překvapil a nabídl jí místo v novinách. Bylo běžné, že každý novinář v této době používal pseudonym. Tak si vybrala jméno – Nelly Blyová – podle populární písně od Stephena Fostera.
Napsala několik článků o současných problémech nemajetných žen. Popisovala pracovní poměry v továrnách, nižší platy pro ženy atd. Byla přeřazena do ženské rubriky, kde psala o společenském životě, módě a zahradničení. Bylo jí jednadvacet let a cítila se nespokojená. Odjela do Mexika jako zahraniční zpravodajka. Po středoamerické zemi cestovala půl roku a do novin posílala reportáže zaměřené na místní tradice, legendy, ale i zvyky vojáků, k nimž patřila závislost na užívání marihuany. Kritizovala vládu diktátora Porfiria Díaze. V jednom z článků protestovala proti uvěznění kolegy novináře. Místní vláda ji vyhrožovala zatčením, proto se vrátila do Spojených států amerických. V roce 1888 vydala knihu Šest měsíců v Mexiku.

### Investigativní novinářka
V roce 1887 odešla z Pittsburgh Dispatchse, kde ji nudná práce ve společenských rubrikách neuspokojovala a přestěhovala se do New Yorku. Během několika měsíců, kdy nemohla získat zajímavou práci, začala pracovat pro New York World a zde záhy začala její kariéra investigativní novinářky. Noviny vlastnil Joseph Pulitzer a zaměřil jejich obsah na bulvární témata (žlutá žurnalistika), ale i investigativní zprávy. Usiloval o zvýšení nákladu periodika.
Již první reportáž z ní udělala známou novinářku. Dostala tip na špatné podmínky pacientů v psychiatrickém ústavu pro duševně nemocné na newyorském Blackwellově ostrově. Jako novinářka pracující v utajení se nechala zavřít do psychiatrické léčebny, kde měla prověřit brutální zacházení s nemocnými. Aby byla přijata do ústavu, nacvičila si příznaky „šílenství“. Pronajala si pokoj v penzionu, bloudila po ulicích v okolí, blábolila a ječela. Majitelé penzionu upozornili policii a lékaři jí stanovili diagnózu demence. Záhy byla převezena do psychiatrické léčebny, kde strávila deset dní. Byla šokována plesnivým a zkaženým jídlem, přivazováním pacientek k posteli, řešením zdravotních problémů injekcemi morfinu. Časté bylo i sexuální násilí ze strany lékařů a dalších zaměstnanců. Po návratu popsala nelidské podmínky, které poznala v léčebně. Článek byl publikován v novinách 9. října 1887. Později vyšel v knižní podobě jako „Deset dní v blázinci“. Její text podnítil řadu reforem. V ústavech se zlepšila strava i hygienické podmínky. Změnil se i zdravotnický systém ve vztahu k psychicky nemocným pacientům.

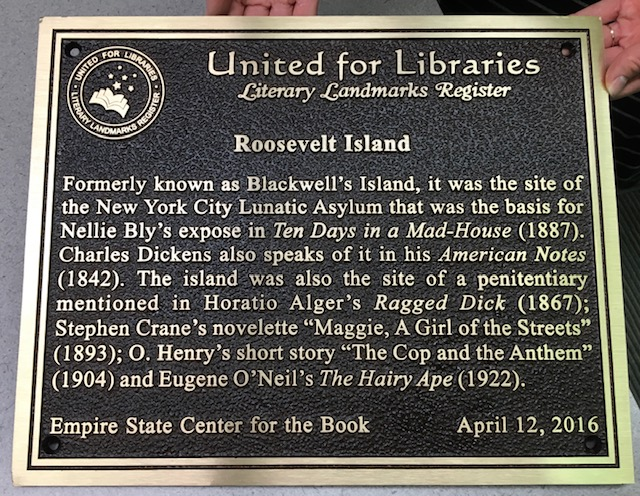
Památka na Rooseveltově ostrově, která zmiňuje Nellie Blyovou

Zpracováním tohoto tématu se stala první ženskou investigativní novinářkou v Americe. Byla autorkou úvodníků popisujících tvrdé zacházení v newyorských věznicích i továrnách. Ve svých textech se věnovala nekalým praktikách a korupci ve státní správě. Vedla rozhovory s významnými osobnostmi jako byla Emmy Goldmanová nebo Susan B. Anthonyová.

### Cesta kolem světa

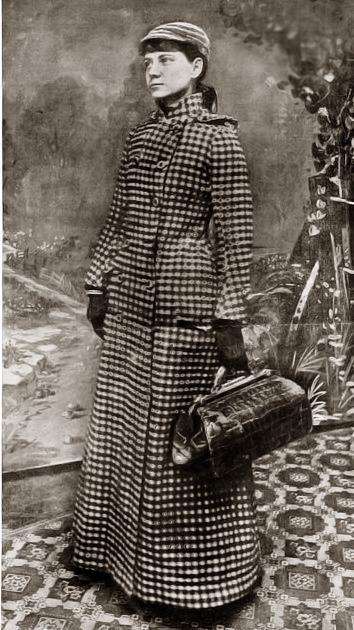
Reklamní fotografie na propagaci „cesty kolem světa“ Nellie Blyové

Značnou pozornost získala, když se vydala na cestu kolem světa. V Americe byl v té době populární román Julese Verna Cesta kolem světa za 80 dnů a novinářka chtěla uskutečnit podobnou cestu. Po ročním plánování se s jediným zavazadlem nalodila dne 14. listopadu 1889 v přístavu Hoboken na parník Augusta Victoria. Jejím poznávacím znamením byl kostkovaný kabát a tvídová čepice. Procestovala Anglii. Ve francouzském  Amiens se seznámila s Julesem Vernem a jeho manželkou. Cestovala přes italské Brindisi, cejlonské Kolombo, Singapur, Hongkong, Japonsko a přes Tichý oceán do San Franciska. Cestovala různými dopravními prostředky jako byly lodě, vlaky, ale i rikša nebo koňské sedlo. Na cestě ji zastihl monzun, hrozila jí nákaza neštovicemi. Ze svého putování posílala každý den zprávy do novin a čtenáři tak mohli sledovat její cestu. Zpátky na východ přijela vlakem 25. ledna 1890. Byla na cestách sedmdesát dva dnů, šest hodin a jedenáct minut a ujela 40 070 km. Patřila mezi první ženy, které cestovaly bez mužského doprovodu a samy. Stala se vzorem a inspirací pro další ženy. O svém putování napsala knihu Kolem světa za sedmdesát dva dní.
Její cesta vzbudila celosvětovou pozornost, ale vedení předpokládalo větší navýšení nákladu novin. Záhy rezignovala na své pracovní místo v novinách a vydala se na přednáškové turné. Její kniha Kolem světa za sedmdesát dva dní byla vydána  nákladem deset tisíc výtisků a byla vyprodána. Finanční prostředky jí dovolily zaopatřit ženu a dvě děti svého bratra Charlese, který zemřel v roce 1890.

### Podnikatelka
V roce 1895 se provdala za třiasedmdesátiletého milionáře Roberta Livingstona Seamana, vlastníka společnosti na výrobu ocelových nádob (např. konve na mléko, sudy). Vzhledem k manželovu zdravotnímu stavu opustila novinářskou práci a začala řídit jeho podnik. Nechala si například patentovat vlastní návrh na mléčné konve. Zaměstnanci podniku měli na tehdejší dobu neobvyklé zaměstnanecké výhody jako závodní zdravotnictví, možnost cvičení v tělocvičně nebo půjčování knih v knihovně. Manžel zemřel v roce 1904 zemřel. Nějakou dobu patřila k předním americkým podnikatelkám. Snad její vlastní nedbalost a defraudace firemního manažera přivedli společnost k bankrotu.

### Reportérka
Záhy se vrátila k původní profesi. Referovala například o konferenci na téma volební právo žen, která se konala v roce 1913. Po vypuknutí první světové války odcestovala do Evropy a pracovala jako válečná zpravodajka. V roce 1918 se vrátila do Spojených států amerických. Jako novinářka byla aktivní až do konce života. Angažovala se v pomoci opuštěným dětem a sirotkům.
Zemřela na zápal plic v nemocnici svatého Marka v New Yorku v roce 1922. Pohřbena je na soukromém hřbitově Woodlawn v Bronxu.